# Hańsk Drugi
Hańsk [pronunciación en polaco: /ˈxaɲsk ˈdruɡi/] es un pueblo ubicado en el distrito administrativo de Gmina Hańsk, dentro del condado de Włodawa, voivodato de Lublin, en el este de Polonia. Se encuentra a unos 3 kilómetros al este de Hańsk, 19 kilómetros al suroeste de Włodawa, y a 63 kilómetros al este de la capital regional Lublin.